# 香港中國婦女會馮堯敬紀念中學
香港中國婦女會馮堯敬紀念中學（英語：HKCWC Fung Yiu King Memorial Secondary School）是香港的一所中學，由香港中國婦女會創辦於1990年，校址位於新界沙田區馬鞍山。現任校長是孫莉華博士。

## 簡介
香港中國婦女會馮堯敬紀念中學創辦於1990年，是沙田區馬鞍山新市鎮一所政府資助中學，兼收男女生，以「博學篤志」為校訓。此校由永亨銀行創辦人馮堯敬後人捐建，因此校名以「馮堯敬」冠名。
2011年1月，該校舉行20週年校慶活動。
2016年1月，該校舉行25週年校慶活動。
於2020至2021年間，該校於校舍西北面加建升降機塔。

## 師資
該校教師全部都是大學畢業生，絕大部分均持有教育文憑，當中22位老師更擁有碩士學位，其中2人擁有雙碩士，還有2人有博士學位。

## 校內組織
校董會、家長教師會、校友會、學生會、校園電視台、資訊科技組等

## 學生成就
- 2012-2013中國中學生作文大賽（香港賽區）高中組金獎
- 第十五屆全港中小學普通話演講比賽金獎
- 香港青少年室內賽艇錦標賽女子甲組接力比賽冠軍
- 太陽能船比賽2016亞/季
- 「機械人環保大使」比賽 優異
- 太陽車比賽二等獎
- STEM智庫盃決賽季
- 保良局創新氣象科技設計發明比賽冠/創意設計獎
- 深水埗青年科技習作比賽優異
- App 應用程式比賽一等獎
- 愛在一起灣仔友善社區計劃冠/季/優
- 青少年發明家比賽 2017– 海底奇「乒」創意設計獎
- 爬山車/ 黑線車優異
- 香江匠心代代情亞軍

## 1996年八仙嶺山火
1996年2月10日（星期六），該校師生在八仙嶺遠足期間，突然遭到山火圍困，釀成5死13傷慘劇，死者包括2名捨身救人的教師。以後該校於每年的當日，都會派學生到八仙嶺的春風亭，悼念山火中的5名死難者。

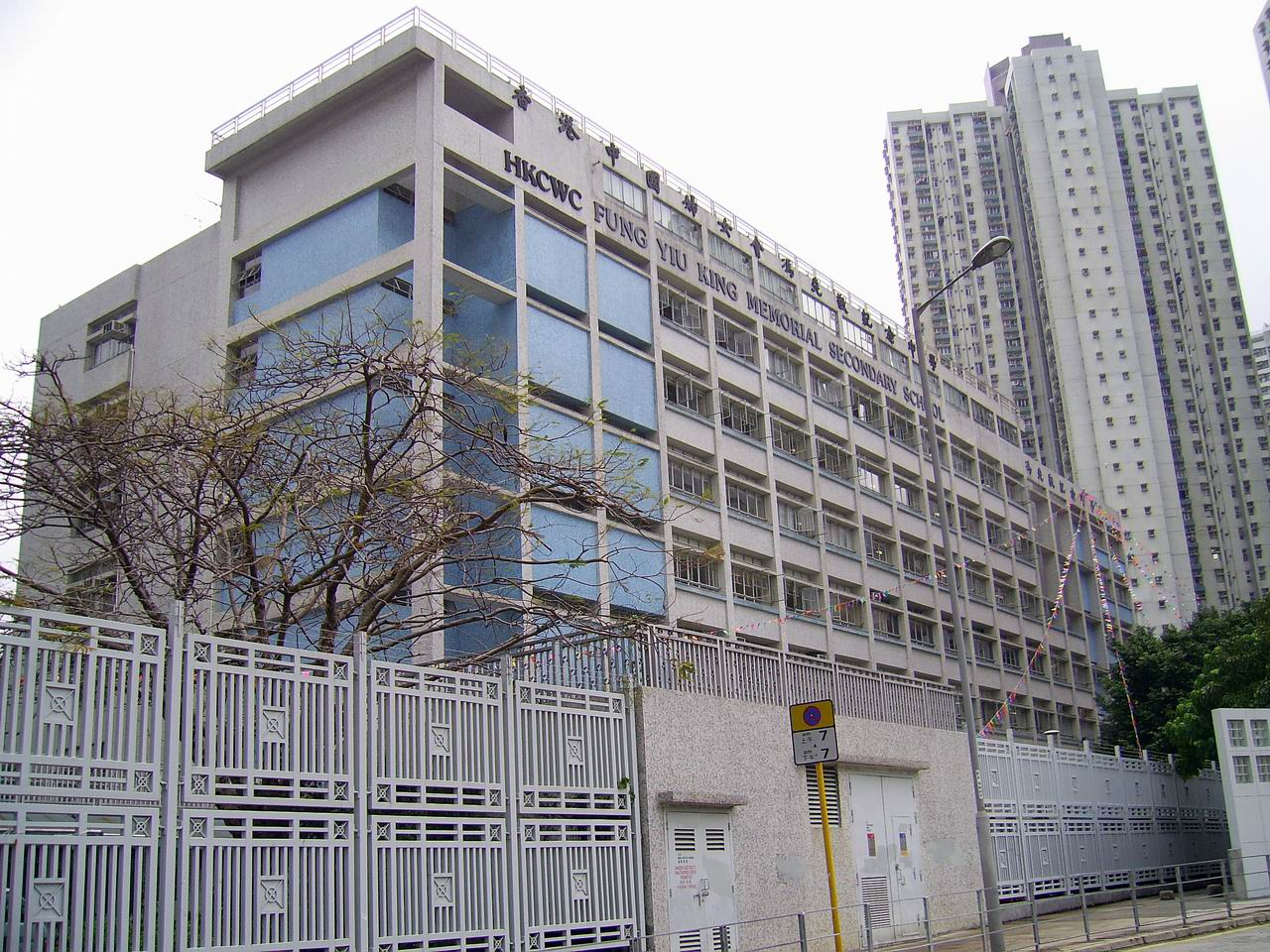
香港中國婦女會馮堯敬紀念中學

為紀念周志齊和王秀媚在八仙嶺山火中的英勇行為，該校於1996年9月1日成立周王二人命名的獎學金。
八仙嶺大火當日，當年13歲就讀中一的前香港划艇代表陳學殷，因為身體不適沒有參加遠足旅行，因而避過一劫。

## 爭議
2023年2月，香港中國婦女會馮堯敬紀念中學一名16歲中四男童於寓所跳樓身亡，事隔兩個多月，家人認為男童死因跟校園欺凌有關斥校方推卸責任，已報警跟進調查。學校傍晚聲明指，在事件發生前，涉事學生從未向學校投訴在校內受到欺凌。

## 著名校友
- 張潤衡，MH：1996年八仙嶺山火生還者，2009年度香港十大傑出青年[3]
- 陳學殷：前香港划艇代表，1999年度傑出青少年
- 湯怡：本名袁家怡，香港女演員（2007年中七）
- 趙善軒：香港歷史學家
- 繆正賢：香港單車運動員
- 朱栢謙：香港舞台劇導演 ，香港男演員 （中四至中五）
- 呂志銘：香港舉重運動員
- 閆擎：已故香港電台唱片騎師（2009年中七）[4]

## 外部連結
- 學校網站 （页面存档备份，存于）
- 中學概覽介紹 （页面存档备份，存于）